# Fiore dei Liberi
Fiore dei Liberi, né à Premariacco (env. 1350 - vers 1420) est un maître d'armes du Moyen Âge et le premier de l’école italienne, auteur d'un manuel d’apprentissage complet.

## Biographie
Ce que nous savons de cet homme provient du prologue de son livre, écrit en italien, Fior di battaglia (en latin : Flos Duellatorum). Ce livre, dont quatre codex sont conservés, contient un système complet d’arts martiaux européens, enseignant comment combattre à mains nues, armé de différentes armes, protégé ou non par une armure, à cheval ou à pied.
Liberi affirme être né dans le diocèse du patriarcat d’Aquilée à Cividale del Friuli, dans ce qui fut autrefois l’Autriche. La date de sa naissance a été estimée autour de 1350. Il est le fils de monsieur Benedetto dei Liberi.
Fiore dei Liberi écrit qu’il a un talent naturel pour les arts martiaux qu’il commença dès son plus jeune âge. Plus tard il suit les leçons de maîtres d’armes en Italie et en Germanie. Ainsi il déclare avoir suivi les enseignements de maître Giovanni (aussi appelé Suveno), un érudit de Nicolo provenant de Metz. Fiore est un contemporain de Johannes Liechtenauer, le fondateur de l’école d’escrime médiévale germanique.
Il indique dans son prologue qu’il dut se battre en duel à 5 reprises contre d'autres maîtres d'armes, afin de défendre son honneur, ne croyant qu’en Dieu, son épée et lui-même. Ces duels étaient avec des épées aiguisées et sans armure, excepté des gants et des vêtements multicouches (gambison...) qu'il remporta indemne.
Il commence à écrire Flos Duellatorum le 10 février 1409. Ce manuel est dédié à son commissaire Nicolò III d'Este, marquis de Ferrare, Modène et Parme, en Italie. Il note dans son prologue qu’il apprit les arts du combat pendant plus de 40 ans.
La date de son décès est estimée car il n’y a plus aucun écrit sur sa vie après la publication du Flos Duellatorum. Ses enseignements ont fortement influencé tous les maîtres d’armes italiens qui ont suivi et notamment le célèbre Filippo Vadi.

## Les codex conservés
Quatre copies de son ouvrage Fior di battaglia sont conservées, trois en italien et une copie plus récente en latin :
1. au J. Paul Getty Museum à Los Angeles, Ms. Ludwig XV 13
2. à la Morgan Library à New York, Ms. M.383
3. le « Pisani-Dossi », dans des mains privées
4. le seul exemplaire en latin, le Florius, de Arte Luctandi, à la Bibliothèque nationale de France à Paris, Ms. lat. 11269